# オスカー・ギフォード
オスカー・シャーマン・ギフォード(英語: Oscar Sherman Gifford, 1842年10月20日 - 1913年1月16日)は、アメリカ合衆国の政治家、弁護士。所属政党は共和党。 ダコタ準州選出のアメリカ合衆国代議員(投票権のない代議員)を2期務め、サウスダコタ州設立後、同州初のアメリカ合衆国下院議員となった。
インディアン専用の精神病院で、不適切な入院と劣悪な環境で問題になった「ハイアワサ・アサイラム」の初代管理人を務めた。

## 経歴・人物
ギフォードはニューヨーク州ジェファーソン郡ウォータータウンで生まれた。南北戦争では北軍に参加していた。1871年10月にダコタ準州(現在のサウスダコタ州)リンカーン郡カントンに移り住み、弁護士事務所を開業。リンカーン郡の地方判事、カントン市長、サウスダコタ州憲法会議議員を歴任した後、1885年から下院代議員(ダコタ準州選出)を2期務めた。
ダコタ準州が分割されサウスダコタ州が誕生すると、サウスダコタ州には下院議員2議席が配分された。1889年、同州初の下院議員選挙が行われ、ギフォードは全州選挙区のシートBに選出された。ギフォードは翌1890年選挙には出馬せずに弁護士活動を再開させ、政界から離れた。
1913年1月16日にカントンで死去し、同地のフォレストヒル墓地に埋葬された。

## ハイアワサ・アサイラム
ギフォードは1901年から1908年まで、カントンに建てられたインディアン用の国立精神病院(ハイアワサ・アサイラム)の初代管理人を務めた。
ハイアワサ・アサイラムは、当時唯一の国立精神病院であったセント・エリザベス病院の過密状態の解消やインディアンの精神疾患患者の医療アクセス向上を目的に設立された。アサイラムを計画したのは、1899年当時上院インディアン委員会の委員長を務めていたリチャード・F・ペティグリュー上院議員(サウスダコタ州選出)であったが、人道的目的というよりはカントンの雇用確保と用地利用という目的が大きかったとされる。イーサン・A・ヒッチコック内務長官は、専用の精神病院を作るほどインディアンの精神疾患の患者が多くないことなどを理由にアサイラムの建設に反対していたが、病院の建築費4.5万ドルが含まれた予算案が可決され、建設が決定した。なお、この時ギフォードは土地取得のための法的手続きを行なっている。
ギフォードは、1901年に建設途中だったハイアワサ・アサイラムの管理人に就任した。アサイラムには全国各地のインディアン居留地から精神疾患の患者が集められたが、劣悪な環境のために多くのインディアンが亡くなった。また、1929年になってインディアン事務局に行われた調査によれば、患者の中には精神疾患の兆候が見られないものもおり、患者の精神診断記録はほとんど残されていなかったことがわかっている。ギフォードが管理人を務めていた際にも、精神疾患患者ではないインディアンが入院していたようで、1909年頃には「あらゆる種類の不良者の避難所(a place of refuge for all kinds of defectives)」と呼ばれていたとされる。
1908年、インディアン事務局局長のフランシス・E・リュープによって、ギフォードはアサイラムを解任された。解任のきっかけは、1906年に起こった患者の妊娠事件であった。アサイラムに入院している若い女性患者(既婚)が他の男性患者によって妊娠させられ、病院内で出産していた。生まれた子はスーフォールズの孤児院に預けられたが、この一連の事件をギフォードは隠蔽し、インディアン事務局に対して報告しなかった。その後、リュープによって極秘調査が行われ、患者に適切な衣服や食糧を与えておらず、大人しい患者を長時間監禁するなどの不適切な措置が行われていることも発覚し、ギフォードは管理人としての責任を問われ解任された。
その後、1929年になってインディアン事務局によって、アサイラムの実態調査が行われ、暴力的な運営方法や医療環境の不適切さなどが問題視された。アサイラムでの年間当たりの死者は4人であったが、その患者の死因の多くは結核であった。また、梅毒に感染しているのにもかかわらず、治療されないまま放置されている患者もいたという。同報告書を受け、インディアン事務局は患者を他の施設に移送し、ハイアワサ・アサイラムの閉鎖するとの決定を行ったが、サウスダコタ州議会によって、運営がそのまま続けられた。1933年にアサイラムは閉鎖されたが、1902年から1934年までの運営の間、50の部族から300人以上のインディアンが入院し、うち120人が亡くなっていたという。